# Aßlar
Aßlar est une ville allemande située en Hesse, dans l'arrondissement de Lahn-Dill non loin de Francfort-sur-le-Main et de Wetzlar.

## Jumelage
La ville d'Aßlar est jumelée avec :
- Saint-Ambroix (France) depuis 1966
- Jüterbog (Allemagne) depuis 1991